# Кокошине
Кокошине или Кокошини (на македонска литературна норма: Кокошиње; на албански: Kokoshinja) е село в Северна Македония, в община Куманово.

## География
Селото е разположено в областта Овче поле в западното подножие на планината Манговица.

## История
В края на XIX век Кокошине е българско село в Кумановска каза на Османската империя. Църквата „Свети Атанасий“ е от 1842 година и представлява трикорабен безкуполен храм. Според статистиката на Васил Кънчов („Македония. Етнография и статистика“) от 1900 година Кокошине е село, населявано от 560 жители българи християни.
През 1895-1904 година в Кокошине функционира сръбско училище. Според патриаршеския митрополит Фирмилиан в 1902 година в селото има 80 сръбски патриаршистки къщи. След Илинденското въстание в 1904 година цялото село минава под върховенството на Българската екзархия. През септември 1904 година четата на Мише Развигоров убива осем сърбомани в селото, за които се смята, че са част от шпионска мрежа срещу ВМОРО.
По данни на секретаря на екзархията Димитър Мишев („La Macédoine et sa Population Chrétienne“) в 1905 година в Кукушине има 880 българи екзархисти и в селото функционира българско училище. През 1907 година главният учител в Куманово пише в свой рапорт, че Кукушине има 102 чисто „български екзархийски къщи“. Населението се занимава със земеделие и скотовъдство, обработва афион и лозя.
В учебната 1907/1908 година според Йован Хадживасилевич в селото има екзархийско училище.
В 1910 година селото пострадва при обезоръжителната акция.
След Междусъюзническата война в 1913 година селото попада в Сърбия.
На етническата си карта от 1927 година Леонард Шулце Йена показва Кокошиние (Kokošinje) като българско християнско село.
Според преброяването от 2002 година селото има 45 жители.
| Националност     | Всичко |
| северномакедонци | 44     |
| албанци          | 0      |
| турци            | 0      |
| роми             | 0      |
| власи            | 0      |
| сърби            | 1      |
| бошняци          | 0      |
| други            | 0      |

## Личности
Родени в Кокошине
- Андон Дамянов, български духовник и общественик
- Ананий Попанастасов (1871 – 1941), български духовник и революционер
- Йованче Каймакански, български революционер, селски войвода на ВМОРО[14]
- Мите Костов Кокошински, български революционер, войвода на ВМОРО
- Сава Илиев Николов, български опълченец
- Саздо Арсов, български революционер от ВМОРО, четник на Боби Стойчев[15]